# 11434 Lohnert
11434 Lohnert este o planetă minoră (asteroid), cu un diametru de 9,638 km, din centura de asteroizi. A fost descoperită pe 10 octombrie 1931 la Observatorul Königstuhl de Karl Wilhelm Reinmuth și a fost numită după Karl Julius Lohnert⁠(d). 
Obiectul prezintă o orbită caracterizată de o semiaxă mare de 2,7405255 UAi, o excentricitate de 0,280734, o înclinație de 8,72966 ° în raport cu ecliptica.